# Нимейер, Феликс фон
Феликс фон Нимейер (нем. Felix von Niemeyer; 31 декабря 1820, Магдебург — 14 марта 1871, Тюбинген) — германский медик, педагог, научный писатель и личный врач короля Вюртемберга.
Происходил из семьи с вестфальскими корнями, позже перебравшейся в Гёттинген. Его отцом был врач Карл Эдуард Нимейер (1792—1838), дедом — богослов Август Герман Нимейер. С 1839 по 1843 год изучал медицину в Университете Галле. Затем стал ассистентом Петера Крукенберга. После дополнительной стажировки в Праге и Вене под руководством Карла Рокитанского в 1844 году стал врачом для бедных в Магдебурге. Совместно с Теодором Сендлером (1819—1896), Карлом Шнайдером и Францем Беттом (1821—1900) основал 29 марта 1848 года Магдебургское медицинское общество.
В 1855 году стал ординарным профессором внутренней медицины в Грайфсвальдском университете, в 1860 году перешёл в Тюбингенский университет и одновременно стал личным врачом короля Вюртемберга. Несмотря на слабое здоровье, во время Франко-прусской войны служил военным врачом в лазарете в Понт-а-Муссоне. В 1870 году за свою деятельность был награждён рыцарским крестом ордена Вюртембергской короны и возведён в личное дворянство Вюртемберга. Его вдова и сын были возведены в наследственное дворянство Вюртемберга 7 августа 1873 года.
Главные труды:
- «De aneurismate aortae thoracicae addita morbi pro aneurismate habiti historia» (1845),
- «Die symptomatische Behandlung der Cholera mit besonderer Rücksicht auf die Bedeutung des Darmleidens» (Магдебург, 1849),
- «Klinische Milheilungen auf dem städtischen Krankenhause in Magdeburg» (там же, 1855; переведено на итальянский язык),
- «Die epidemische Cerebrospinai Meningitis nach Beobachtungen im Grosshsrzogthum Baden» (Берлин, 1863 год, 2 издания),
- «Klinische Vorträge über die Lungenschwindsucht. Mitgetheilt von Dr. Ott.» (2 издания, Берлин, 1867; переведено на английский и испанский языки);
- «Lehrbuch der speciellen Pathologie und Therapie mit besonderer Rücksicht auf Phisiologie und pathologische Anatomie» (Берлин, 2 тома, 1855—1856, 5 изданий (в том числе 1859—1861), 11-е издание — переработанное Евгением Зейтцем, 1884—1885; переведён на английский, французский, японский, греческий, шведский и русский язык: «Руководство к частной патологии и терапии», перевод Вилькина, Санкт-Петербург, 1861—1862 годы). Во второй половине XIX века эта книга была наиболее часто использовавшимся справочником по внутренним болезням и, согласно шведской энциклопедии Nordisk familjebok, «оказала существенное влияние на развитие медицинских исследований в некоторых странах».

В числе его учеников учёный Карл фон Либермейстер. 